# César d'Estrées
César d'Estrées, född 5 februari 1628 i Paris, död 18 december 1714, var en fransk prelat.
Han blev 1653 biskop av Laon och kardinal 1671 samt anlitad som diplomat av den franske kungen Ludvig XIV i hans tvister med den romerska kurian. Han blev 1657 medlem av Franska akademien. Under Ludvig XIV:s sonson Filip V:s första regeringsår i Spanien 1702–1703 spelade han en viktig roll vid det spanska hovet.
Som kardinalpräst hade han först Santa Maria in Via som titelkyrka, därefter Santissima Trinità al Monte Pincio. Från 1698 till 1714 var d'Estrées kardinalbiskop av Albano.